# Nicolae Ceaușescu
Nicolae Ceaușescu (26. ledna 1918, Scornicești, Rumunské království – 25. prosince 1989, Târgoviște, Rumunská socialistická republika) byl rumunský politik, v období od 9. prosince 1967 do 22. prosince 1989 prezident Rumunské socialistické republiky, od 22. března 1965 do 22. prosince 1989 generální tajemník Komunistické strany Rumunska a od 28. března 1974 do 22. prosince 1989 třetí předseda Státní rady Rumunské socialistické republiky. Po svém svržení byl zajat a dne 25. prosince 1989 popraven.

## Mládí

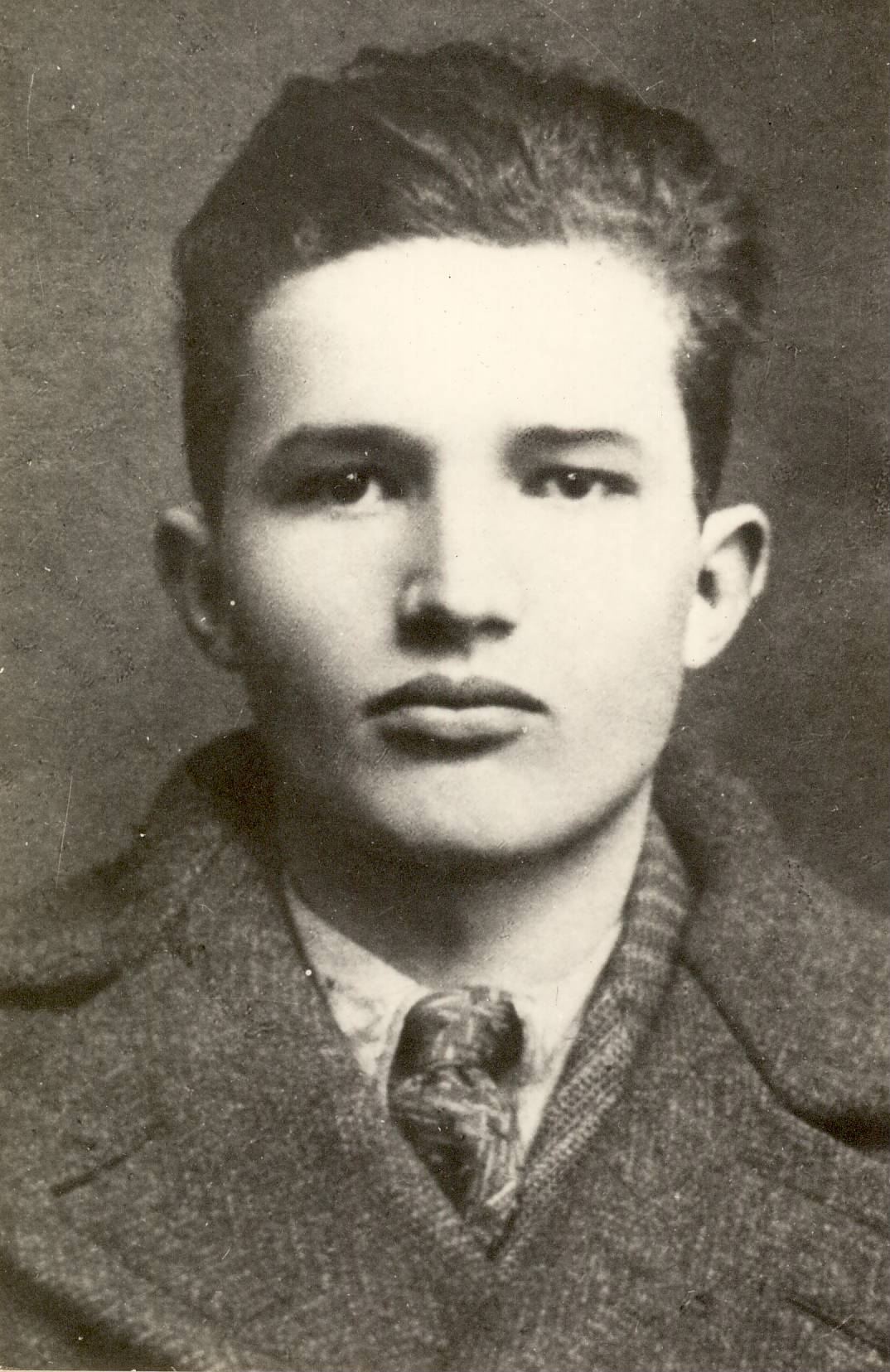
Zatčen jako osmnáctiletý v roce 1936 a odsouzený na 2 roky za komunistické aktivity

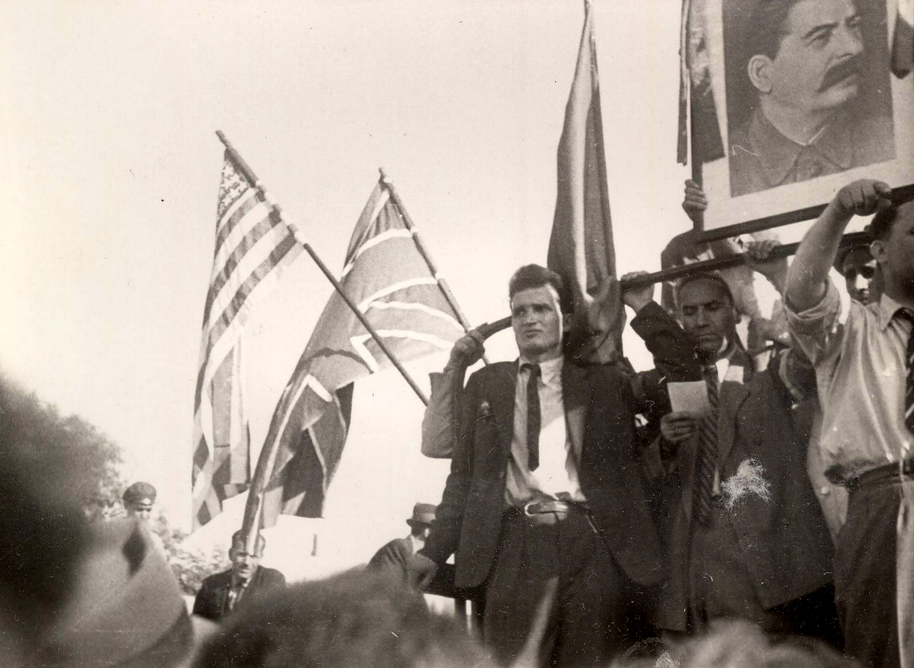
Nicolae Ceaușescu, Constantin Agiu a další vítají ve čtvrti Colentina na severovýchodě města vstup Rudé armády do Bukurešti 30. srpna 1944

Nicolae Ceaușescu se narodil ve vesnici Scornicești na jihu Rumunska v rodině zemědělce. Jako jedenáctiletý odešel do Bukurešti, aby tam pracoval jako obuvnický učeň. V roce 1932 se jako čtrnáctiletý přidal k tehdy ilegální Komunistické straně Rumunska. O rok později reprezentoval „demokratickou mládež“ na protifašistickém sjezdu v Bukurešti a byl zvolený do národního protifašistického výboru. Dne 23. listopadu 1933 byl poprvé zatčen za podněcovaní ke stávce a distribuci komunistických a protifašistických letáků. V roce 1934 byl opět zatčen, tentokrát za sbírání podpisů na petici proti procesu se železničními zaměstnanci. Stejného roku byl ještě dvakrát zatčen. Ve svém spise byl uveden jako „nebezpečný komunistický agitátor“ a „aktivní distributor komunistické a protifašistické propagandy“.
V roce 1936 byl vypovězen z Bukurešti a poslán do vyhnanství v rodné vsi Scornicești. Ceaușescu však přešel do ilegality a vrátil se do Bukurešti, aby pokračoval ve své politické činnosti. V květnu 1936 byl znovu zadržen a spolu s několika spolupracovníky odsouzen na dva roky a šest měsíců v Doftanské věznici.
Po propuštění z vězení roku 1939 poznal při komunistické činnosti svoji budoucí manželku Elenu Petrescu, taktéž komunistickou činitelku. V roce 1940 byl opět uvězněn, tentokrát byl umístěn do Jilavské věznice. V roce 1943 byl přesunut do koncentračního tábora v Târgu Jiu, který byl určený pro politické vězně (hlavně z řad Komunistické strany Rumunska), kde se seznámil s Gheorghe Gheorghiu-Dejem a s dalšími komunistickými vězni. V srpnu 1944 Rudá armáda překročila hranice Rumunska a došlo ke svržení Antonescova režimu. Ceaușescu ještě před přechodem fronty uprchl z tábora a krátce nato byl zvolen vůdcem Unie komunistické mládeže.
V roce 1945 byl jmenován brigádním generálem rumunské armády. Mezitím skončila druhá světová válka a Rumunsko zůstalo v sovětské sféře vlivu, což umožnilo vzestup komunistů. O rok později se oženil s Elenou Petrescu a byl jmenován tajemníkem strany pro Oltenskou oblast. Poté, co se komunisté pod vedením Gheorghe Gheorghiu-Deje definitivně ujali vlády v Rumunsku, se stal Ceaușescu roku 1947 náměstkem ministra zemědělství a potom pracoval jako zástupce velitele ozbrojených sil. V roce 1948 se Komunistická strana Rumunska a jedno křídlo socialistické strany spojilo a vytvořilo Rumunskou dělnickou stranu (rumunsky: Partidul Muncitoresc Român, PMR). S pomocí Gheorhgiu-Deje se Ceaușescu v roce 1952 dostal do ústředního výboru. V roce 1954 už byl tajemníkem Ústředního výboru Rumunské dělnické strany a kandidátem na člena Politbyra, jehož plným členem se stal o rok později.

## Vůdce Rumunska

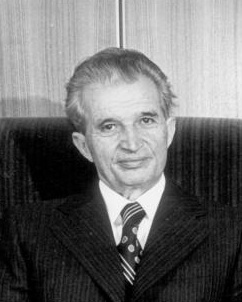
Snímek z roku 1988

Po smrti Gheorghe Gheorghiu-Deje se Ceaușescu stal prvním tajemníkem Rumunské dělnické strany. Prvními změnami, které na nejvyšším postu v zemi vykonal, bylo přejmenování Rumunské dělnické strany na Komunistickou stranu Rumunska, zavedení nové ústavy 21. srpna 1965 a prohlášení Rumunska Rumunskou socialistickou republikou (namísto Rumunské lidové republiky). V 60. letech pozastavil Ceaușescu aktivní působení Rumunska ve Varšavské smlouvě, i když oficiálně zůstalo jejím členem. V roce 1966 se setkal s Josipem Brozem Titem, aby projednali spolupráci mezi Rumunskem a Jugoslávií. V tomto roce byl také vydán dekret o zákazu interrupcí, zvýšení daní pro bezdětné páry a jiných opatřeních, jejichž cílem bylo zvýšit porodnost a nárůst obyvatelstva v Rumunsku.
Ačkoli bylo Rumunsko na sovětské straně „železné opony“, Ceaușescu Sovětský svaz neuznával jako bezvýhradnou autoritu a snažil se o navázání styků se západní Evropou. Sovětům se vzdálil ještě víc, když roku 1967 navázal diplomatické styky s Německou spolkovou republikou. Vojenského zásahu Varšavské smlouvy v Československu v roce 1968 se Ceaușescu odmítl zúčastnit a tuto akci odsoudil podobně jako sovětskou invazi do Afghánistánu v roce 1979. Na začátku srpna 1969 se Ceaușescu setkal s Richardem Nixonem, který navštívil Rumunsko jako první zemi v době svého prezidentského funkčního období.
V roce 1971 podnikl Ceaușescu návštěvu Číny a KLDR, kde ho zaujal systém národní transformace, jak byl popsán v programu Korejské dělnické strany. V dubnu roku 1972 navštívil Egypt, kde se setkal s prezidentem Anwarem Sadatem a s Jásirem Arafatem.
V roce 1974 byl vytvořen titul prezidenta republiky a doživotním prezidentem byl „zvolen“ právě Ceaușescu, který v tomto období začal rozdělovat významné posty ve vládě svým nejbližším příbuzným a důvěrným osobním přátelům. Přibližně v tom období začal v Rumunsku proces systematizace, přesídlování samot a menších vesnic do měst, který vyvrcholil přebudováním hlavního města. Přibližně jedna pětina centra Bukurešti včetně kostelů a historických budov byla zdemolována a přebudována. Důsledkem procesu systematizace byl vysoký zahraniční dluh Rumunska, který v roce 1979 dosáhl hodnoty přibližně deset miliard dolarů (peníze si Ceaușescu půjčoval od zemí Západu, protože díky jeho odporu vůči vojenskému zásahu v Československu v roce 1968 nabyly západní země dojem, že Rumunsko je protisovětsky orientované, proto se ho pokusily získat na svoji stranu, čímž se snažily o rozkol ve Varšavské smlouvě). Ceaușescu se to snažil vyřešit zvýšením exportu do zahraničí na úkor potřeb vlastního obyvatelstva, kterému postupem času začaly scházet potraviny, pohonné hmoty a další důležité komodity.
Řešit hladovění obyvatelstva se strana pokusila v roce 1981 zavedením přídělového systému na potraviny. V roce 1984 Ceaușescu nechal zbourat část historické Bukurešti, aby uvolnil místo Paláci lidu, jedné z největších budov na světě, sídlu Ústředního výboru strany (ÚV RRS). V současnosti tam sídlí rumunský parlament.

## Pád a smrt

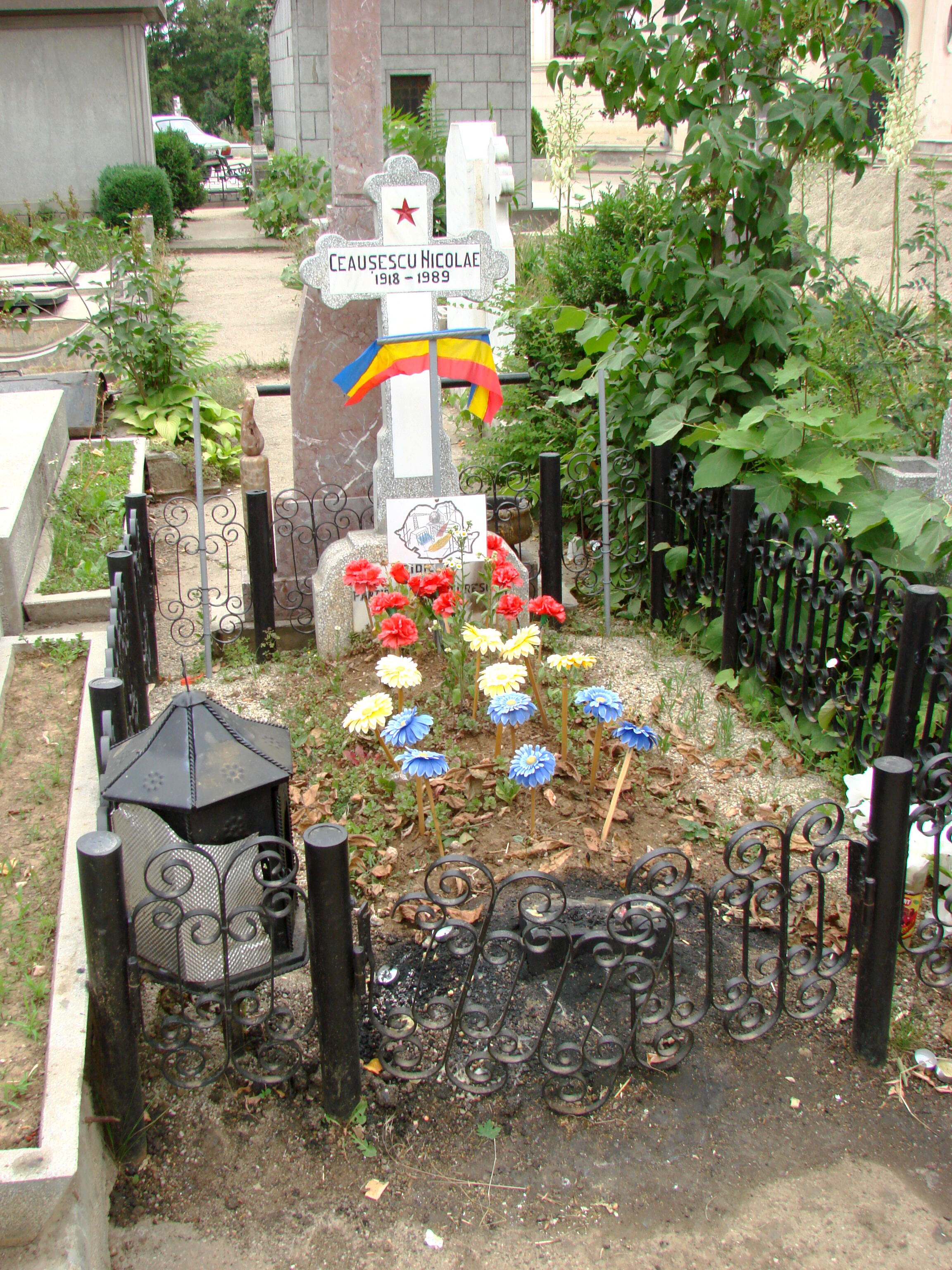
Ceaușescův hrob na vojenském hřbitově v Bukurešti

Ceaușescovi se situace začala vymykat z rukou už roku 1987, kdy byl nucen vojensky potlačit protesty studentů v Jasech a dělníků v Brašově.
Vysoký dluh Rumunska se v roce 1989 konečně podařilo splatit, ale na úkor jeho obyvatelstva, což se později Ceaușescovi stalo osudným. Dne 16. prosince 1989 vypuklo v Temešváru povstání. Jeho roznětkou se stal László Tőkés, farář evangelického reformovaného církevního sboru, jehož členové byli příslušníci maďarské menšiny. Tőkés měl být policií odvlečen kvůli své kritice režimu, tomu se však členové jeho sboru snažili pokojnou cestou zabránit. Postupně se k nim přidávali další lidé, také mnoho Rumunů. Ti začali požadovat Ceaușescovu rezignaci, postupně se k nim přidávaly větší masy lidí, až nakonec byly rumunská armáda a tajná policie Securitate donuceny použít násilí. K protestujícím se však přidali i dezertéři z armády a lidé z jiných částí Rumunska a Temešvár se 20. prosince 1989 dostal pod kontrolu demonstrantů.
Revoluce se postupně rozšířila i do Bukurešti. Protestující se shromáždili před budovou ústředního výboru. Ceaușescu se několikrát pokusil promluvit k davu, ale lidé nekompromisně žádali jeho odstoupení. Když se 22. prosince 1989 k revoluci připojila i armáda, Ceaușescu se spolu s manželkou Elenou pokusil uniknout v helikoptéře, která byla přistavena na střechu budovy výboru. Po dopadení a krátkém procesu, v kterém byli oba obviněni z genocidy a dalších zločinů, byli společně zastřeleni popravčí četou ihned poté, co vyšli z budovy, kde proces probíhal. V roce 2010 byly jejich ostatky exhumovány, aby byla zjištěna totožnost. Příbuzní si nebyli jisti, zda v hrobě leží skutečně ostatky diktátora. Později bylo prokázáno, že se skutečně jedná o jejich ostatky.

## Kult osobnosti

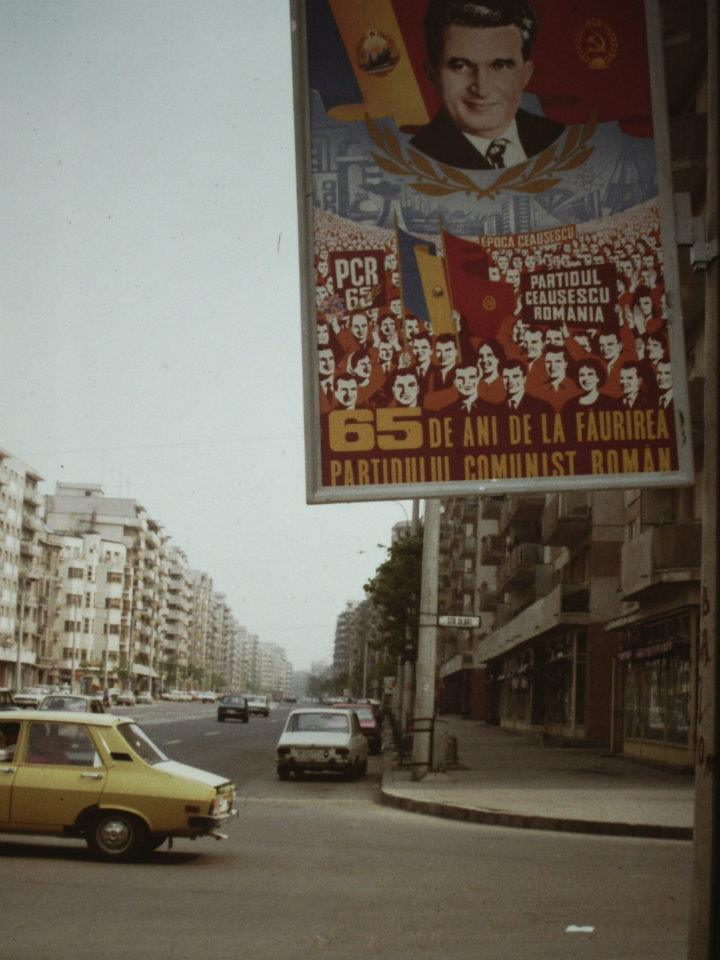
Propagandistický plakát v Bukurešti z roku 1986, šířící kult osobnosti velkého vůdce

Okolo Ceaușesca existoval rozsáhlý kult osobnosti, který se blížil například kultu Josifa Stalina či Envera Hodži. Tím byli ovlivněni v prvé řadě např. i domácí umělci – ti měli v podstatě dvě možnosti: živořit, nebo vůdce země podpořit a velebit. Oslavná díla vznikala jako na běžícím pásu. Malíři malovali plátna „milovaného vůdce lidu“, architekti stavěli paláce za obrovské peníze v době, kdy ekonomická výkonnost země nevzrůstala, ba dokonce klesala (byl nedostatek paliv a fungoval přídělový systém). Na vše dohlížela všemocná Securitate s rozvětvenou sítí agentů.
V Rumunsku se odhalování obětí komunistické policie věnuje Marius Oprea. Po celé zemi vyhledává pamětníky a nalézá masové hroby. Období komunismu přirovnává k holocaustu.

## Zahraničí
V západní Evropě i USA byl Ceaușescu poměrně oblíben, především pro jeho kritiku invaze do Československa a Afghánistánu. Západ v něm viděl jakéhosi trojského koně uvnitř Varšavské smlouvy – důvodem byla především jeho relativní nezávislost na SSSR; v Rumunsku například nebyly sovětské základny, omezena byla též ale i hospodářská spolupráce s východním sousedem republiky.
Nicolae Ceaușescu se Moskvě postavil i v otázce účasti na LOH 1984. Rumunsko bylo jediným členem sovětského bloku, který odmítl bojkotovat Olympijské hry v Los Angeles, a rumunská výprava za to při slavnostním zahájení sklidila obrovské ovace.

### Politická setkání

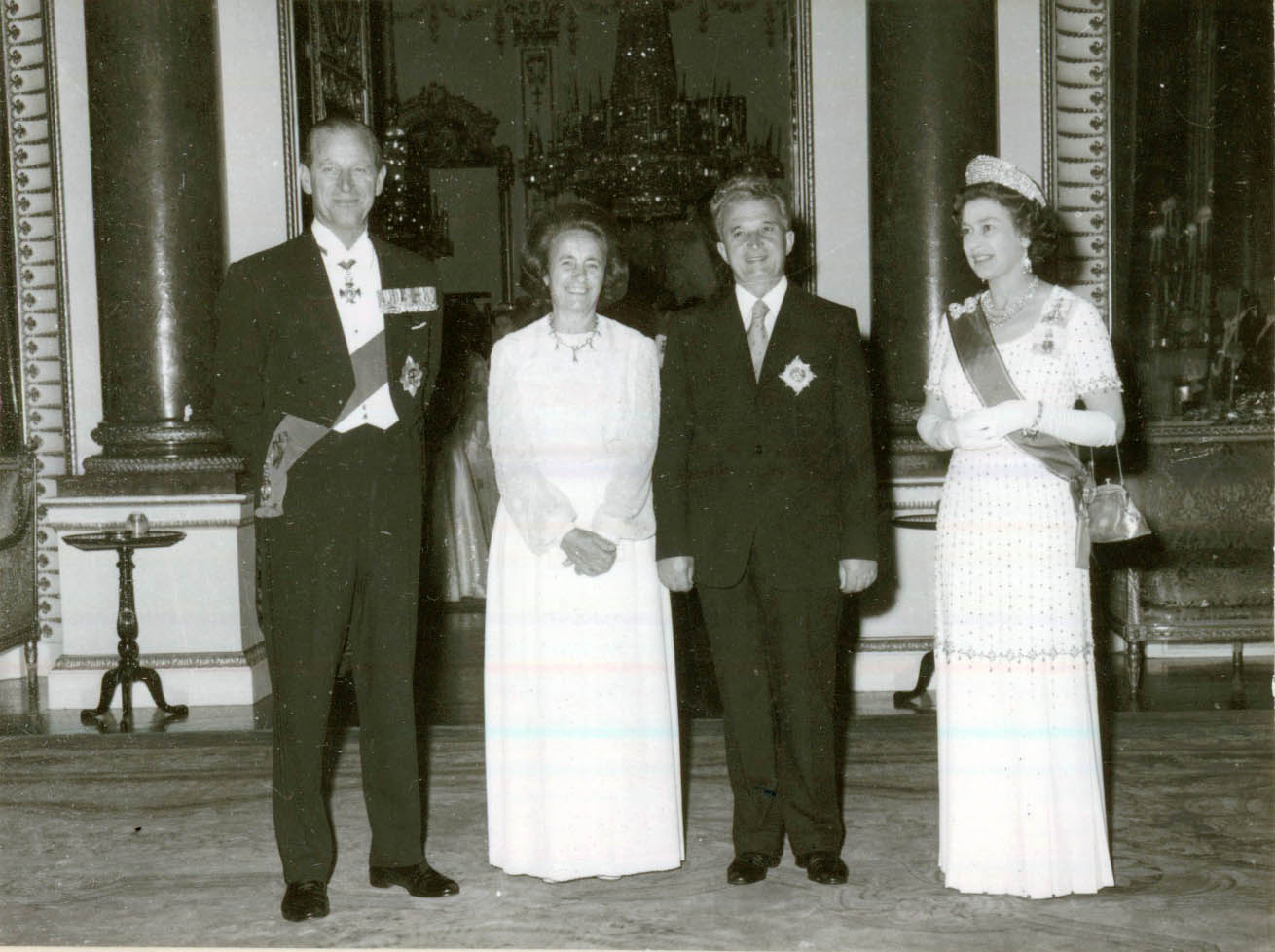
Britská královna Alžběta II. a Ceaușescu v Buckinghamském paláci (1978)
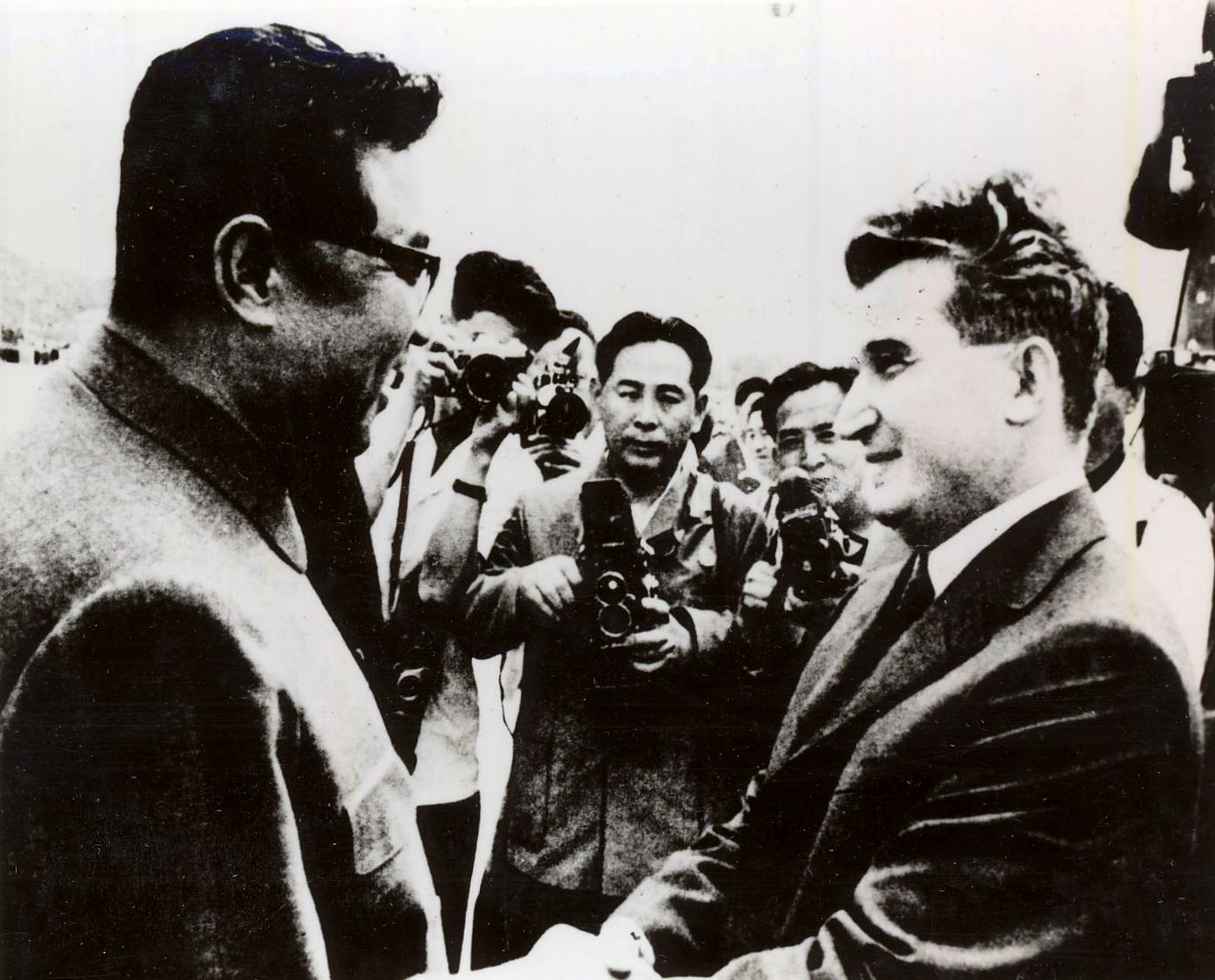
Setkání se severokorejským komunistickým revolucionářem, Kim Ir-senem kolem roku 1971
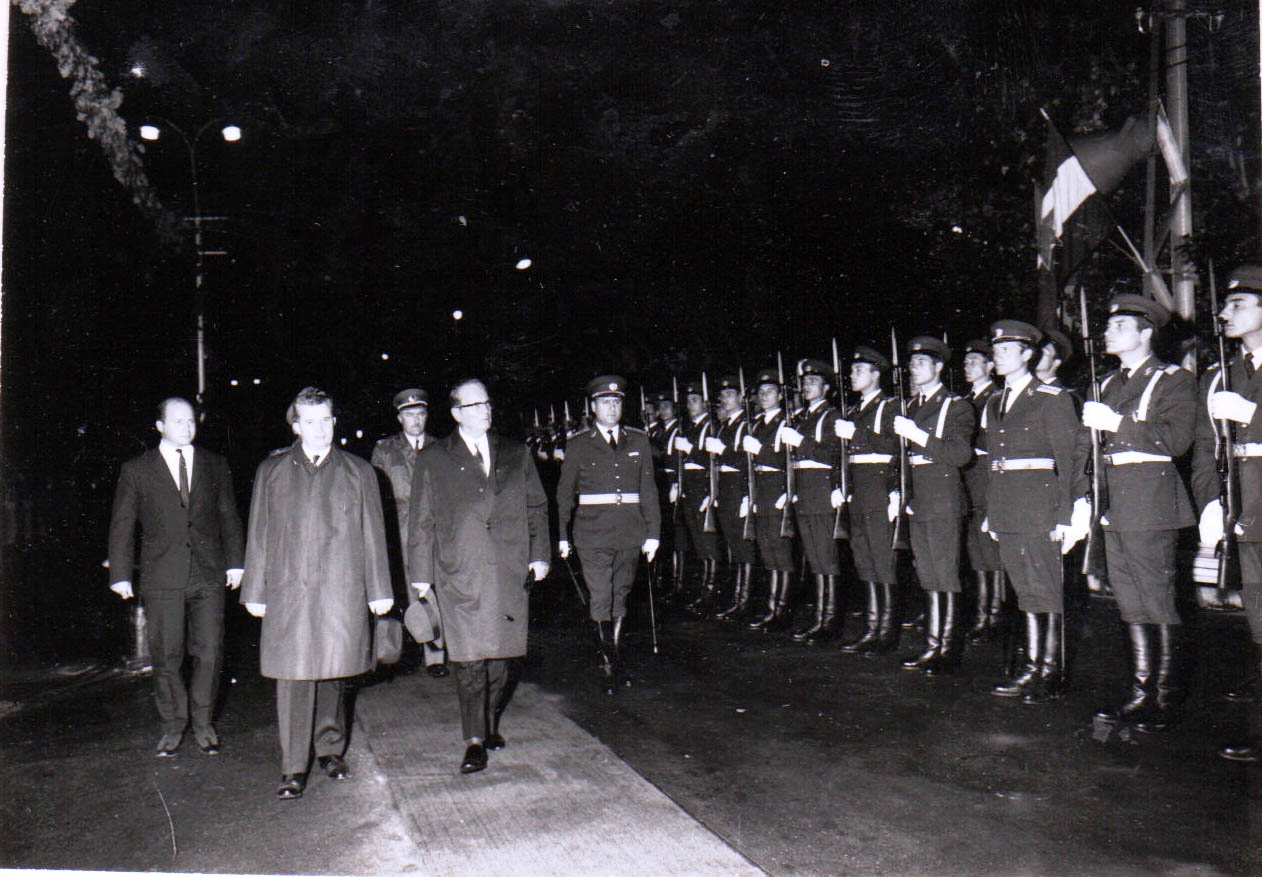
Ceaușescu a Josip Broz Tito během návštěvy vodního díla „Železná vrata“ (září 1969)
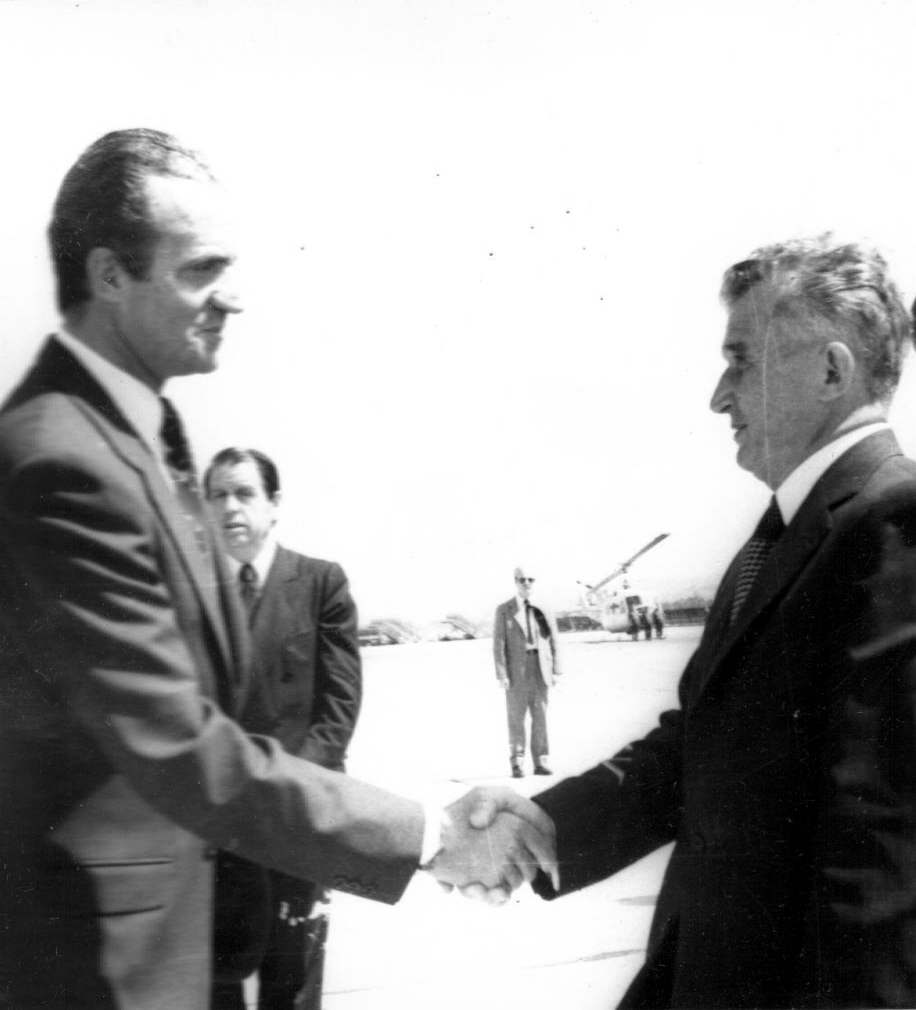
Ceaușescu a Juan Carlos I., tehdejší španělský král, foceno v roce 1979
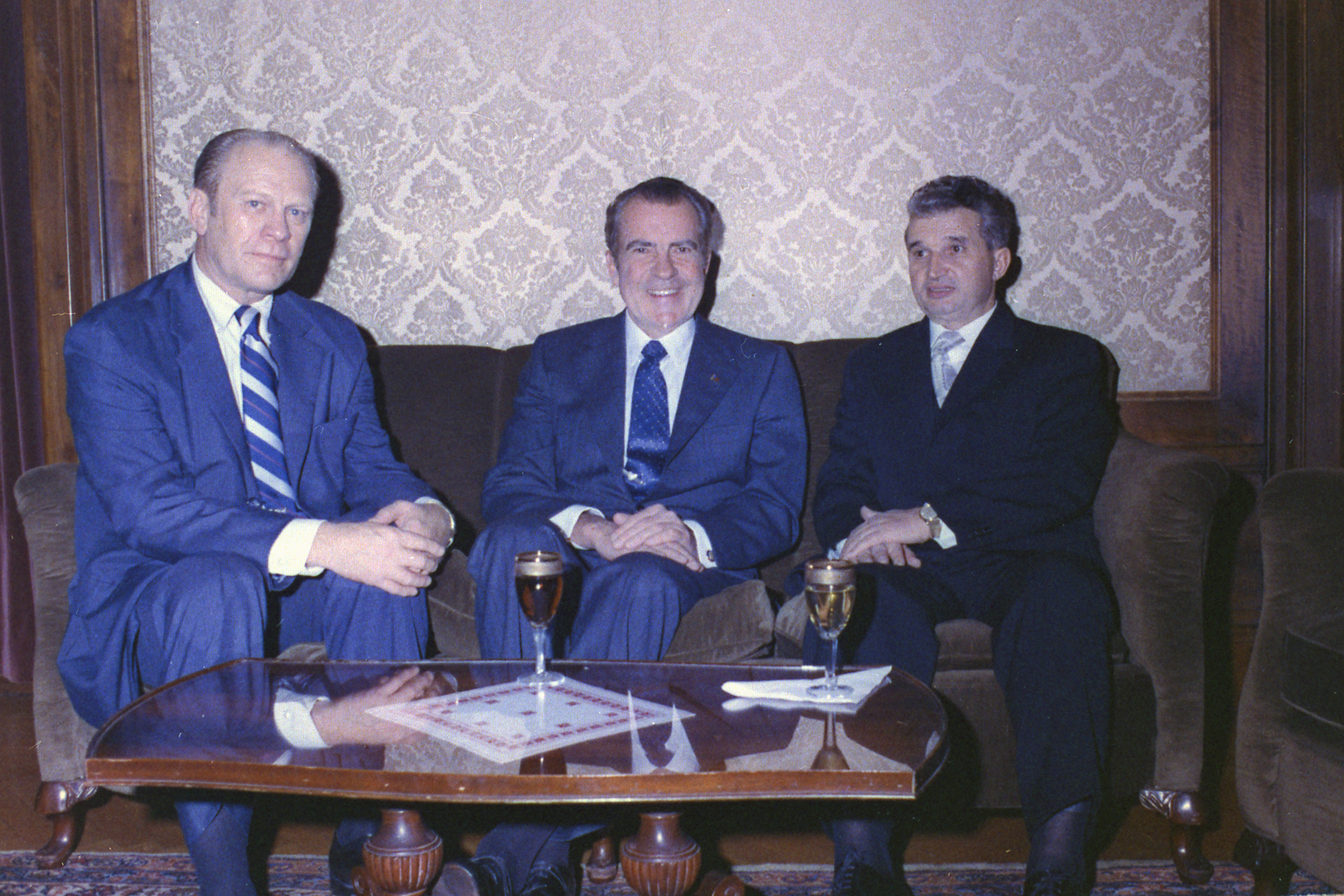
Setkání s americkým prezidentem Nixonem a viceprezidentem Fordem v roce 1973
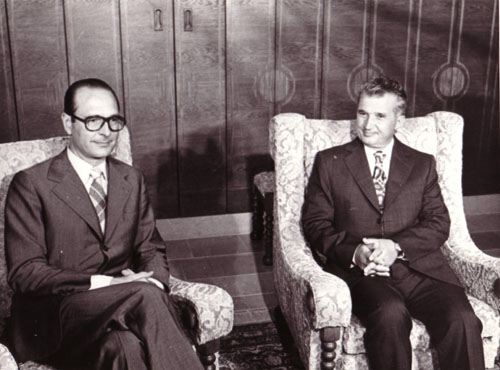
Ceaușescu tráví čas s Jacquesem Chiracem roku 1975
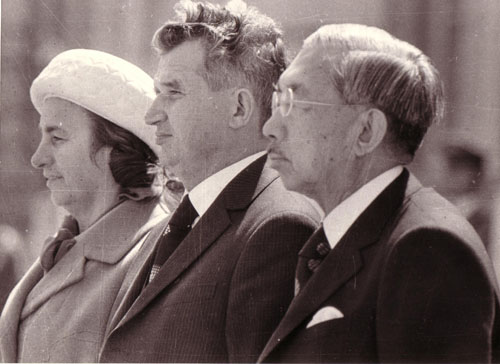
Nicolae Ceaușescu s chotí a s císařem Hirohitem v roce 1975
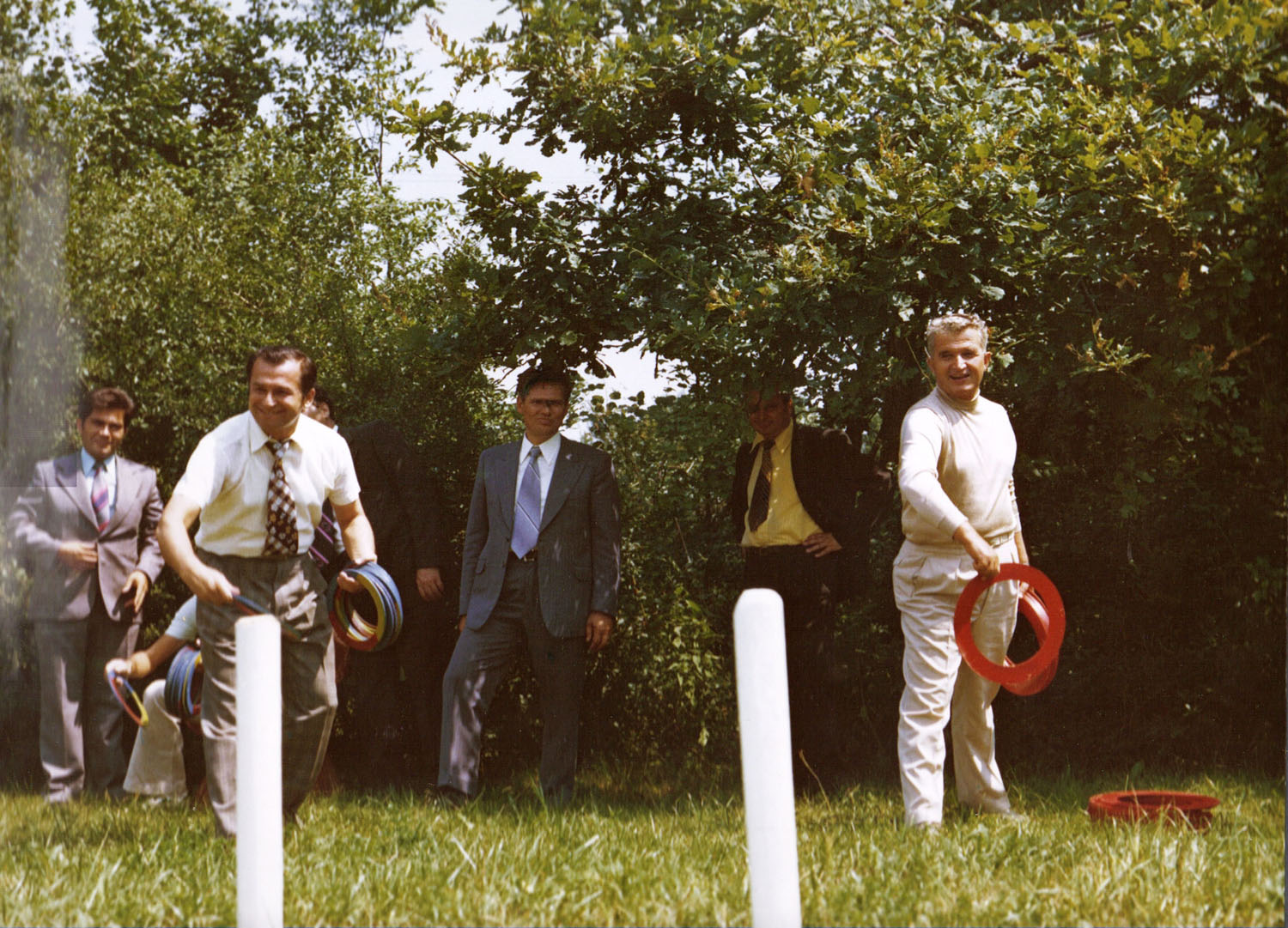
Ceaușescu se svým budoucím nástupcem, Ionem Iliescem (1976)

## Rodina
Se svou manželkou měl celkem tři děti: syny Valentina a Nica a dceru Zoiu. Nejstarší syn Valentin žije, Zoia zemřela v roce 2006 a syn Nicu o deset let dříve.

## Chronologie

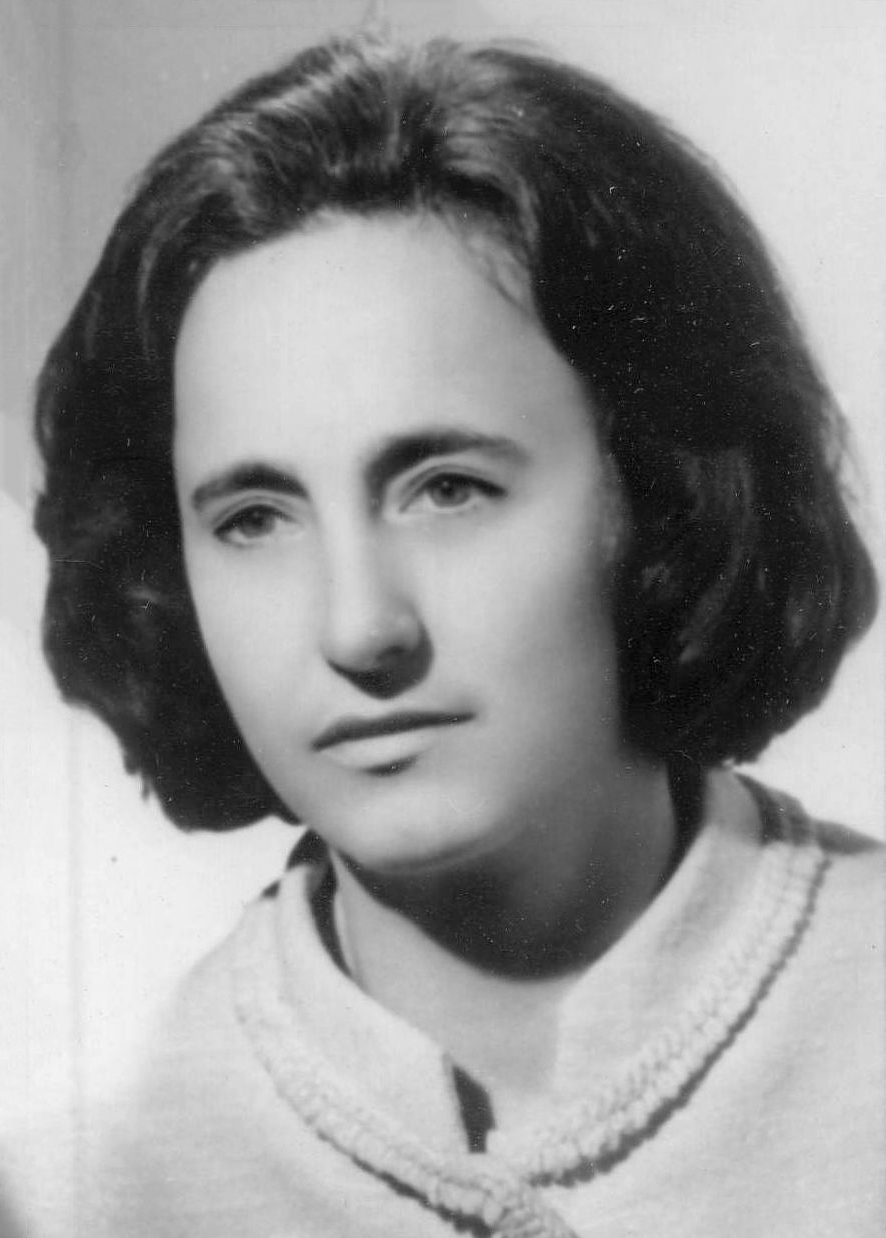
Ceaușescova manželka Elena

- 1932 – Jako čtrnáctiletý vstoupil do ilegální komunistické strany
- 1940 – Byl uvězněn. Ve vězení se spřátelil s tehdejším komunistickým vůdcem Gheorghiu-Dejem
- 1944 – Uprchl z vězení, upevnil si pozici ve straně
- 1945 – Kandidát ústředního výboru Komunistické strany
- 1947 – Komunisté se ujali moci v Rumunsku
- 1948 – 1950 – Ministr zemědělství
- 1950 – 1954 – Náměstek ministra národní obrany
- 1955 – Vedoucí stranického sekretariátu a člen politbyra KS Rumunska
- 1965 – Generální tajemník KS Rumunska
- 1967 – Předseda Státní rady
- 1968 – Kritizoval vpád vojsk Varšavské smlouvy do Československa. U Čechů a Slováků si tak vysloužil kladné mínění.
- 1974 – Prezident země
- 1989 – Dal rozkaz tajné policii Securitate (která jej držela u moci) krvavě potlačit demonstrace v Temešváru. V zemi však vypuklo rozsáhlé povstání, které přerostlo v revoluci, při útěku byl chycen, po krátkém vojenském soudu pak odsouzen i se svou ženou k trestu smrti. Později se objevila spekulace o inscenaci jeho popravy.